# Сыданиха
Сыданиха — деревня в Красносельском районе Костромской области. Входит в состав Сидоровского сельского поселения.

## География
Находится в юго-западной части Костромской области на расстоянии приблизительно 9 км на юг по прямой от районного центра поселка Красное-на-Волге в правобережной части района на левом берегу речки Шача к востоку от города Волгореченск.

## История
В 1872 году здесь было учтено 23 двора, в 1907 году отмечен был 41 двор.

## Население
Постоянное население составляло 98 человек (1872 год), 126 (1897), 174 (1907), 5 в 2002 году (русские 100 %), 3 в 2022.